# Musculus levator anguli oculi medialis
Der Musculus levator anguli oculi medialis (lateinisch für „Heber des innenseitigen Augenwinkels“) ist ein Skelettmuskel des Kopfes. Er entspringt im Bereich des Stirnbeins und zieht rostrolateral zum nasenseitigen (nasalen) Bereich des oberen Augenlids bei Hunden. Er hebt den zur Mitte gelegenen Teil des oberen Augenlids an. Der Muskel wird vom Ramus zygomaticus des Nervus facialis (VII. Hirnnerv) innerviert.
Das Anheben des inneren Augenlids lässt die Augen des Hundes größer erscheinen, und der so entstehende „Hundeblick“ beeinflusst die Mensch-Hund-Interaktion. Dieser Muskel ist bei Hunden, nicht aber bei Wölfen vorhanden. Ein weiterer Muskel im Augenbereich, bei dem ein deutlicher anatomischer Unterschied zwischen Hund und Wolf besteht, ist der  Retractor anguli oculi lateralis, der den schläfenseitigen Lidwinkel zu den Ohren zieht: Dieser ist bei den meisten Hunden – nicht aber beim siberischen Husky – stärker ausgeprägt als bei Wölfen. Forscher gehen davon aus, dass die Gesichtsmuskeln von Hunden sich im Zuge der Domestizierung angepasst haben.